# Jean Ignace Pierre
Pour les articles homonymes, voir Pierre.
Jean Ignace Pierre, né le 19 avril 1740 à Villers (Vosges), mort le 23 novembre 1796 à Sens (Yonne), est un général de brigade de la Révolution française.

## États de service
Il entre en service comme volontaire dans la brigade d’artillerie de Loyauté, dite brigade de Saint-Auban en novembre 1759, et il sert dans les colonies d’Amérique en 1776, en tant que capitaine d’artillerie. Il est fait chevalier de Saint-Louis en décembre 1789.
Le 26 juillet 1792, il est nommé capitaine commandant au 3e régiment d’artillerie à pied, et le 11 août 1793, il passe chef de bataillon, sous-directeur d’artillerie à Givet. 
Il est promu général de brigade le 29 novembre 1793, à l’armée d’Italie, et le 20 juin 1794, il prend le commandement des places de Colmar et d’Entrevaux, puis de la place de Toulon. Il est destitué de son commandement par les représentants du peuple Guérin et Poultier en mai 1795, et il n’est pas compris dans la réorganisation des états-majors le 13 juin 1795.
Il est mis à la retraite le 31 mars 1796.
Il meurt le 23 novembre 1796, à Sens.

## Sources
- (en) « Generals Who Served in the French Army during the Period 1789 - 1814: Eberle to Exelmans »
- (pl) « Napoléon.org.pl »